# Manuel García Moia
Manuel García Moia (* 13. Juni 1936 in Masaya; † 10. Februar 2023 in Frederick, Maryland) war ein nicaraguanischer Maler der naiven Kunst. 

## Leben
Manuel García Moia wurde am 13. Juni 1936 in Monimbó, dem indianischen Viertel von Masaya, geboren, er entstammte der indigenen Volksgruppe der Chorotega. In armen Familienverhältnissen aufgewachsen, lernte er verschiedene Handwerke. Die Malerei begann er als Autodidakt, bevor ihm im Jahr 1959 aufgrund seines außergewöhnlichen Talents ein Studium an der Escuela Nacional de Bellas Artes in Managua angeboten wurde. Hier studierte Moia vor allem Farbgebung bei Professor Rodrigo Penalba, dem Nestor und Förderer der modernen Kunst in Nicaragua. Im Jahr 1973 gründete er die Academia de Pintura Primitivista in Somoto. Moia übernahm 1978 in der Schule der Schönen Künste ein Lehramt für Kinder, dann war García Moia als Dozent für das Kulturministerium seines Landes tätig.

## Werk
Moias naive Malerei wurde rasch national und international bekannt, geschätzt und ausgezeichnet. Es begannen rastlose Jahre des Schaffens und Reisens mit Ausstellungen in Lateinamerika und Europa (Frankreich, BR Deutschland, DDR, UdSSR, Italien, Dänemark, Schweiz). 

### Staffeleibilder
Nach der Sandinistischen Revolution im Juli 1979 wurde er zu einem der bekanntesten naiven Maler seines Landes. Seine Staffelei-Kunstwerke befinden sich heute auch in vielen renommierten Privatsammlungen, wie z. B. des japanischen Kaisers oder des Ex-USA-Präsidenten Jimmy Carter.

### Wandbilder (Murales)
In einer relativ kurzen Zeitspanne (1979–1990) entstanden seine bekannten großformatigen Wandbilder (spanisch: Murales):
- Managua, im Luiz Alfonso Velasquez Kinderpark (1980)
- Masaya, auf dem Markt Huberto Huembes (1981)
- Dietzenbach (1981)
- Ingelheim am Rhein (1981)
- Managua, auf dem Markt von Bello Horizonte (1983)
- Managua, im Restaurant La Marseillaise (1984)
- Berlin-Rummelsburg, Skandinavische Straße 26 (1985)
- Berlin-Fennpfuhl, Schule am Wilhelmsberg (1985) (2 Innenwandbilder)[4]
- Kopenhagen, Dannebrogsgade 24 (1987)
- Miami, Florida (1991)

Mit Ausnahme der Berliner Kunstwerke (Stand 2011) sowie seiner naiven Malerei an der Mauer eines Kindergartens (1981, Dietzenbach) sind die anderen inzwischen unwiederbringlich verfallen, mutwillig zerstört oder übermalt worden. 

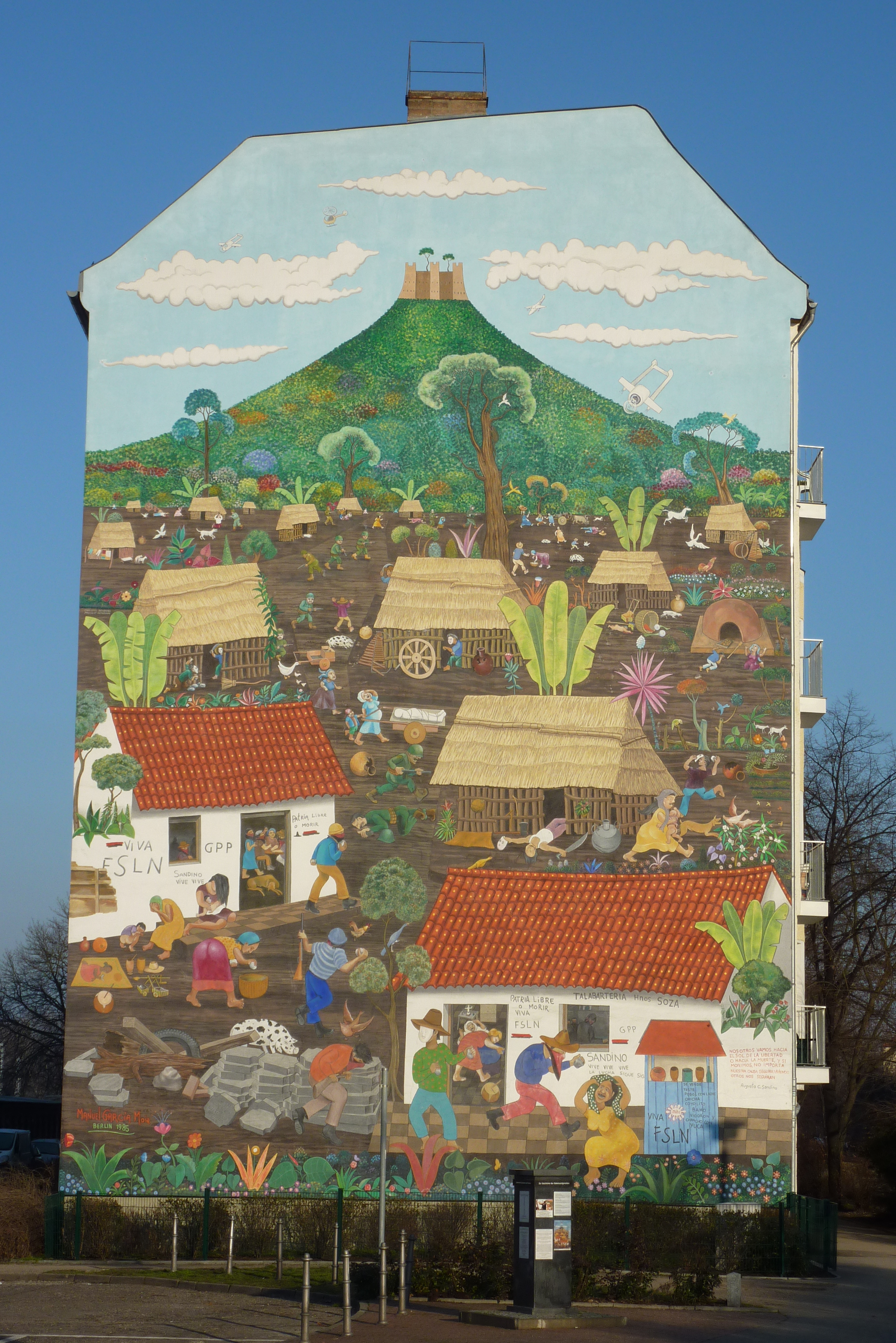
Nicaraguanisches Dorf – Monimbó 1978 anno 2011

### Wandbild im Lichtenberger Ortsteil Rummelsburg
García Moia, Nationalpreisträger für naive Kunst Nicaraguas, schuf im Auftrag der DDR-Regierung in Berlin am Wohnhaus Skandinavische Straße 26 nahe der Lichtenberger Brücke das 255 Quadratmeter große Giebelwand-Gemälde mit dem Titel Nicaraguanisches Dorf – Monimbó 1978, unter Mitwirkung von Martin Hoffmann und Trakia Wendisch. Das Bild zeigt Szenen der Befreiungsbewegung des nicaraguanischen Volkes in den 1970er Jahren, die in einer Volkserhebung in der Stadt Masaya im Februar 1978 gipfelte, die jedoch blutig endete. Zudem sind viele kleine Geschichten über das tägliche Leben und den Kampf der unterdrückten Bevölkerung dargestellt. Manuel García Moia, selbst aus Monimbó stammend, verarbeitete dieses mörderische Bürgerkriegstrauma in seinem Wandbild. Am 27. August 1985 erfolgte die feierliche Übergabe an den Stadtbezirk Lichtenberg.

Infosäule mit Darstellung der ersten Erneuerung und einer Liste der Sponsoren

Witterungseinflüsse führten schrittweise zu einem schlechten Erhaltungszustand. Zudem gab es nach dem Mauerfall Eigentumsveränderungen des Hauses, die den neuen Besitzer zu Sanierungen und Modernisierungsarbeiten veranlassten. Das Bild sollte unter einer Dämmschicht verschwinden. Die 2004 eigens gegründete Berliner Bürgerinitiative Erhalt des Nicaragua-Giebel-Wandgemäldes erreichte, dass dieses außergewöhnliche Kunstwerk durch eine Kopie auf der Dämmwand wieder entstehen konnte. Bekannte Maler, viele Sponsoren und die öffentliche Hand brachten das benötigte Geld auf und holten die Zustimmung des Künstlers ein, der sogar noch symbolisch mitwirkte. Am 30. September 2005 war die Antikriegsdarstellung in neuer Farbenpracht am gleichen Ort wieder für jedermann sichtbar. Leider hielt das Bild aus verschiedenen Gründen nicht lange und ab 2011 stand die Frage, ob eine Beseitigung der Reste oder eine zweite Wiederherstellung vorgenommen werden muss. Das gelang wieder durch Einsatz der Bürgerinitiative und zahlreicher Kunstaktivisten und im Sommer 2019 hat die Kopie nun ihre zweite Wiedergeburt erlebt.
Der kleine begrünte Platz vor dem Wandgiebel und der Lichtenberger Brücke erhielt auf Beschluss des Bezirksamts Lichtenberg am 13. Juni 2006, dem 70. Geburtstag von Moia, den Namen Monimbóplatz. Hier hat dann die Bürgerinitiative eine vierseitige Infosäule aufstellen lassen, die über den Werdegang und die (erste) Rettung des Gemäldes sowie über den Maler informiert.

## Anerkennungen
- Die Stadt Dietzenbach verlieh García Moia 1981 eine Bronzemedaille.
- Die Hans-Bock-Stiftung der Stadt Frankfurt am Main zeichnete seine Werke 1981 mit einer Silbermedaille aus.
- 1982 erschien García Moias Gemälde El güegüense (1978 entstanden) als Motiv auf einer nicaraguanischen Briefmarke.[1]
- Ab 1989 war García Moia Ehrenbürger von Masaya/Monimbó.
- 2020 wurde der Maler vom Berliner Bezirk Lichtenberg mit dem Lichtenberger Bezirkstaler geehrt.